# Cruz de guerra (1914-1918)
La Cruz de guerra 1914-1918 (francés: Croix de Guerre 1914-1918) es una condecoración militar francesa otorgada a todos aquellos que se distingan por acciones de heroísmo en combate con fuerzas enemigas, así como aquellos que hayan sido mencionados en los despachos, es decir, que ha realizado una acción heroica que merece la citación en el cuartel general de manera individual.
Se sitúa entre la Orden Nacional del Mérito y la Cruz de Guerra (1939-1945).

## Historia
Antes de la Gran Guerra, las acciones de coraje en combate solo podían ser recompensadas con la Legión de Honor o la Medalla Militar; pero ante la magnitud de las fuerzas movilizadas y de la duración de las operaciones, se hizo patente la necesidad de crear una recompensa específica destinada a los militares citados en los despachos. Así pues, el 23 de diciembre de 1914 se presentó en el Parlamento una proposición para instaurar una medalla por el Valor Militar para conmemorar las citas individuales. Finalmente, el 4 de febrero de 1915, la comisión aprobó la creación de dicha condecoración para recompensar el valor militar, llamándola «Cruz de Guerra»; y fue creada por ley el 8 de abril de 1915, haciéndose retroactiva al inicio de las hostilidades.

## Diseño
Una cruz de estilo pattée en bronce de 37 mm de ancho. Entre los brazos hay dos espadas cruzadas, con las puntas en alto. En el anverso figura, sobre un medallón circular central, la efigie de la República cubierta de un gorro frigio coronado de una corona de laurel. Alrededor hay un anillo con la leyenda «RÉPUBLIQUE FRANÇAISE» (República Francesa).
En el reverso, en el medallón aparecen las fechas 1914-1918.
Cuelga de una cinta verde de 37 mm de ancho. Está atravesada por 5 franjas rojas de 1,5 mm de ancho, con una franja roja de 1 mm de ancho en las puntas.
Originalmente, en las primeras cruces realizadas en 1915, en el reverso estaban las fechas 1914-1915, pero la guerra se fue alargando, y es posible encontrar cruces con las fechas 1914-1916, 1914-1917 y, finalmente, 1914-18.
Tiene distintos grados, según el nivel de mando que la otorgue:
- Una estrella de bronce por haber sido citado a nivel de Regimiento o Brigada.
- Una estrella de plata por haber sido citado a nivel de División.
- Una estrella dorada por haber sido citado a nivel de Cuerpo.
- Una palma de bronce por haber sido citado a nivel de Ejército.

- Datos: Q2727598
- Multimedia: Croix de guerre 1914-1918 (France) / Q2727598